# Chittagoniska
Chittagonian (চাঁটগাঁইয়া বুলি, Caṭgãia Buli) är ett indoariskt språk som talas i Chittagong i Bangladesh. Med 14,4 miljoner talare är chittagoniska ett av de 100 mest talade språken i världen, med plats 72 2010. Det är nära besläktat med de bengali-assamesiska språken och betraktas ibland som en avlägsen dialekt till Bengali fastän talare av de båda språken inte kan förstå varandra.